# 翡翠佛塔
翡翠佛塔，正式名称为毗盧遮那翡翠佛塔（ဝေရောစန ကျောက်စိမ်းစေတီတော်），位于缅甸曼德勒省的阿玛拉普拉郊外。塔高23米，由超过1千吨的翡翠玉石砌成，有世界首座玉石佛塔之称。

## 历史
翡翠佛塔由当地玉石采矿业者索南（ဦးစိုးနိုင်）和艾艾坎（အေးအေးခိုင်）夫妇捐建，二人用了25年收集原料玉石，预算达1500万美元。佛塔于2012年11月开工，2015年6月5日完工置傘。